# Епархия Риу-ду-Сула
Епархия Риу-ду-Сула (лат. Dioecesis Rivi Australis) — епархия Римско-Католической церкви с центром в городе Риу-ду-Сул, Бразилия. Епархия Риу-ду-Сула входит в митрополию Жоинвили. Кафедральным собором епархии Риу-ду-Сула является церковь святого Иоанна Крестителя.

## История
23 ноября 1968 года Римский папа Павел VI издал буллу «Quam maxime», которой учредил епархию Риу-ду-Сула, выделив её из apxиепархии Флорианополиса и епархии Жоинвили.
19 апреля 2000 года епархия Риу-ду-Сула передала часть своей территории в пользу возведения новой епархии Блуменау.
Первоначально суффраганная епархия архиепархии Флорианополиса, 5 ноября 2024 года он стал частью церковной провинции Жоинвили.

## Ординарии епархии
- епископ Tito Buss (1969—2000);
- епископ José Jovêncio Balestieri (2000—2008);
- епископ Augustinho Petry (2008 — 2014);
- епископ Onécimo Alberton (17.12.2014 — 1.11.2023 — назначен вспомогательным епископом Флорианополиса);
- епископ Adalberto Donadelli Júnior (7.06.2024 — по настоящее время).

## Источник
- Annuario Pontificio, Ватикан, 2007